# Secrets (The Walking Dead)
«Secretos» —título original en inglés: «Secrets»— es el sexto episodio de la segunda temporada de la serie de terror posapocalíptico The Walking Dead. Se emitió en AMC en los Estados Unidos el 20 de noviembre de 2011. En el episodio, Glenn Rhee (Steven Yeun) le cuenta a Dale Horvath (Jeffrey DeMunn) que Lori Grimes (Sarah Wayne Callies) está embarazada y que hay varios caminantes en el granero de los Greene. Dale enfrenta a Hershel Greene (Scott Wilson) sobre los caminantes en su granero. Mientras tanto, Shane Walsh (Jon Bernthal) intenta enseñarle a Andrea (Laurie Holden) como usar las armas, y Lori se lamenta por la decisión de interrumpir su embarazo y tener al bebé.
El episodio fue escrito por Angela Kang y dirigido por David Boyd. "Secrets" contiene varios temas que prevalecen en el episodio, incluyendo el aborto, romance, y confesión. Durante una escena en "Secrets", Maggie Greene (Lauren Cohan) y Glenn se dirigen a la farmacia por sumnistros; tras entrar, Maggie es atacada por un caminante. Los productores convirtieron un edificio vacío en Sharpsburg, Georgia en una farmacia temporal en julio de 2011, y el rodaje ocurrió un mes después en agosto. 
"Secrets" alcanzó críticas positivas de los críticos, quienes elogiaron el desarrollo de los personajes y la progresión de la historia. El episodio suscitó las críticas de los comentaristas políticos, quiénes denunciaron al show por su percepción equivocada del anticonceptivo de emergencia. Tras emitirse, obtuvo 6.08 millones de espectadores y un índice de audiencia de 3.1. Se convirtió en el segundo programa de cable más calificado del día, como también el cuarto programa de cable más visto de la semana. 

## Argumento
Después de que Glenn descubre inadvertidamente la presencia de caminantes en el granero de los Greene, Maggie le ruega que lo mantenga en secreto. Dale rápidamente nota el nerviosismo de Glenn y cuando habla en privado con Glenn, Glenn deja revelar sobre los caminantes en el granero y su conocimiento de que Lori está embarazada. Dale confronta a Hershel sobre los caminantes. Hershel cree que todavía son personas, incluidos su esposa y su hijastro, y que pueden curarse y se niega a matarlos después de que Dale le explica el peligro.
Rick, Shane y T-Dog dan entrenamiento con armas a Jimmy, Carl y las mujeres de la granja. Shane lleva a Andrea a un lado para darle entrenamiento avanzado después de ver lo buena que es con un arma, pero no puede alcanzar un objetivo en movimiento. Shane intenta animarla a recordar a su hermana muerta, Amy, pero esto sólo hace que Andrea se vaya furiosa. Mientras tanto, Rick y Lori discuten sobre qué hacer con la exigencia de Hershel de abandonar la granja, ahora que Carl está curado.
Andrea y Shane luego se van a la ciudad después de que Shane encuentra una pista sobre la desaparecida Sophia, pero la encuentran invadida por caminantes. Se escapan después de que Andrea descubre sus habilidades para disparar y posteriormente, los dos comienzan una aventura sexual. Dale siente que algo anda mal y advierte a Shane que se mantenga alejado de Andrea, así como sus sospechas de lo que le pasó a Otis, mientras él y Shane buscaban suministros médicos y su desprecio por Rick. Shane niega las acusaciones y amenaza con dispararle a Dale si hace más.
Maggie y Glenn discuten la situación de los caminantes en la granja y Maggie comparte la misma actitud que su padre Hershel. Realizan otra carrera de suministros a petición de Lori, específicamente buscando píldoras del día siguiente. En la farmacia, Maggie es atacada por un caminante, pero Glenn interviene y lo domina antes de que le haga daño. De vuelta en la granja, Maggie confronta a Lori porque casi la matan debido a su pedido y le dice a Glenn que el resto del grupo lo está usando como "carnada para caminantes". Más tarde, Glenn le dice a Lori que debería contarle a Rick sobre su embarazo pronto. Lori contempla el acto de criar a un niño en este mundo y decide tomar las pastillas, pero después de un momento, huye de su campamento para regurgitarlas inmediatamente. Rick ve las pastillas y va a buscar a Lori, quien admite que estaba en una relación con Shane antes de que Rick las encontrara. Rick revela que ya sabía sobre esto.

## Producción
"Secrets" fue dirigido por David Boyd y escrito por Angela Kang. El rodaje comenzó en Sharpsburg, Georgia en agosto de 2011. La preparación para filmar comenzó en julio de 2011, cuando los productores renovaron un edificio vacío en una farmacia temporal. Herb Bridges, quién era propietario del edificio en ese momento, fue contactado por los productores de la serie en enero de 2011, y de nuevo cuatro meses después en mayo. Bridges informó que el espacio sería rentado por una mujer quién abriría una tienda para niños, sin embargo, ella no se había mudado todavía. 
El tema del aborto es un tema prominente en "Secrets". Después de descubrir que está embarazada, Lori le pide a Glenn que le traiga píldoras de anti-concepción de emergencia de la farmacia. Tras regresar, una Maggie enfurecida le da a Lori las pastillas. Dale, luego descubre su embarazo después de que Lori, desarrolla náuseas provocadas del aroma de la carne, y Lori exclama que Rick es el padre biológico del niño. Robert Kirkman opinó que tales afirmaciones son "ilusiones". "Ella estuvo con esos dos hombres muy cercanos. No hubo un lapso grande tiempo entre sus momentos con Shane y el regreso de Rick y sus momentos con Rick. Definitivamente está en al aire y no es como estuviera muchos test de paternidad por allí." Kirkman sintió que tenía que acercarse de manera responsable del punto de vista neutral e insistió en que el aborto debería ser debatido, considerando las circunstancias. Dijo: "En cuanto a la materia del aborto, realmente es una cuestión de ser realistas. Estos son los tipos de problemas que las personas lidian en la vida real y en esta situación creo que es el tipo de proceso que Lori Grimes podría estar pasando."
Otros temas frecuentes son el romance y la confesión. En la secuencia final del episodio, Lori le admite a Rick que tuvo un romance con Shane mientras él estaba desaparecido. Kirkman dijo que los escritores querían "terminar a un contexto determinado", y opinó que tales revelaciones agregarían más tensión entre los personajes.
Era algo que queríamos terminar en cierta medida. Es un deservicio al personaje de Rick en hacerlo ver como sí está totalmente desorientado. Pero esta en realidad no es una solución. Hace las cosas un poco más tensas, entrando a este próximo episodio. Ver a Rick interactuar con Shane tendrá un nivel extra de tensión porque ahora la audiencia está con Shane opuesto a Rick. Será diveritdo escribir esto, cuando Rick quizás o no enfrente a Shane con esta información.
"Secrets" inicia un mayor desarrollo de Shane Walsh. Walsh se hace cada vez más paranoico con la decisión de Lori en hacer distancia con lo que tuvieron juntos. En una entrevista con MTV News, Bernthal dijo que Walsh estaba sufriendo de "la soledad que sientes cuando estás con ellos y no puedes estar con ellos en la manera en que quieres estar." Bernthal aplaudió a los escritores por tales cambios, y sintió que la historia nunca de desvitalizó.
Las personas que Shane amaba más que a nadie en el mundo antes del apocalipsis están vivos y con él, pero él nunca estará con ellos de la manera en que él quiere y de la forma en que una vez estuvo. Cada relación -Shane/Carl, Shane/Lori y Shane/Rick - está contaminada y fracturada. Cuando sufres de ese tipo de soledad, saca lo peor de ti.

## Recepción

### Índices de audiencia
"Secrets" se transmitió en los Estados Unidos el 20 de noviembre de 2011 en AMC. Tras salir al aire, adquiió 6.08 millones de espectadores y obtuvo un índice de audiencia de 3.1. Fue el segundo programa de cable con mayor calificación del día. Se convirtió en el cuatro programa más visto de la semana, como también el programa de cable no relacionado con deportes más alto de la semana. La En Reino Unido, el episodio recibió 561,000 espectadores y se convirtió en el programa mayor calificado de la semana en FX para la semana del 27 de noviembre.

### Respuesta crítica
"Secrets" fue bien recibido por los críticos. Gina McIntyre de Los Angeles Times concluyó que el episodio "prescindió con casi todas las verdades ocultas que los sobrevivientes se habían estado guardando el uno del otro." Scott Meslow de The Atlantic describió el episodio como uno enfocado en el amor y las relaciones. Eric Goldman de IGN evaluó el episodio como "satisfactorio", y agregí que el desarrollo del personaje fue ejecutado con fuerza. En última instancia, le dio a "Secrets" un ocho de diez, significando un rating "muy bueno". Aaron Rutkoff de The Wall Street Journal hizo eco con sentimientos similares; "Los espectadores sintonizan cada semana con la esperanza de mirar batallas entre humanos superados y los ejércitos de los muertos están seguros de ser frustrados. Las cosas están estáticas en un sentido de acción, pero los personajes de la serie están cambiando y reaccionando al mundo de maneras sorprendentes y complicadas." Nick Venable de Cinema Blend, dijo que los personajes se hicieron más distinguibles.
No todos los críticos se entusiasmaron con "Secrets" como el consenso general. Starlee Kine de New York dijo que a pesar de tener grandes espranzas en el comienzo de "Secrets", el episodio en general falló en cumplir sus expectativas. Zach Halden de The A.V. Club opinó que a pesar de contener escenas sólidas, el episodio albergaba varias cuestiones. Halden citó el ritmo de la progresión de la historia y la ejecución del desarrollo del personaje como una debilidad. Concluyendo con su reseña, le dio al episodio un grado 'B'. Aunque Andrew Conrad de The Baltimore Sun promocionó el desarrollo del personaje, señaló que hubo muy poca acción. Steven Humphrey criticó el episodio, describiéndolo como "aburrido."
El segmento de apertura de "Secrets" fue ampliamente alabado por los críticos. Halden pensó que era un gran comienzo para el episodio, y Kine sintió que el show regresó a la forma de seguir la secuencia. Ella escribió: "La apertura de esta semana funcionó como una inyección de adrenalina en mi corazón cansado. A la vista de todos los familiares muertos en el granero, yo también, brevemente, volví a la vida."
Los críticos estaban polarizados con la reacción del personaje de Lori optando por un aborto. Halden criticó los puntos de vista opuestos del personaje en el tema, y dijo que sus razones eran inválidas. Halden escribió: "No estoy segura que pueda ser posible para ella abortar el embarazo en este momento, pero el show está trabajando en la suposición de tener un niño en un mundo donde la muerte literalmente acecha en cada esquina es un inequívoco bueno. La única persona quién ha estado anti-embarazo es Lori, y el show no se las arregló para elegirla en una luz muy buena, así que no es como sí sus argumentos tienen más "agua" - lo que es rídiculo, porque, en última instancia, su opinión es la única que importa." Alan Sepinwall de HitFix reflejó sentimientos similares, y dijo que los argumentos de Rick contra los intentos de Lori eran obsoletos.

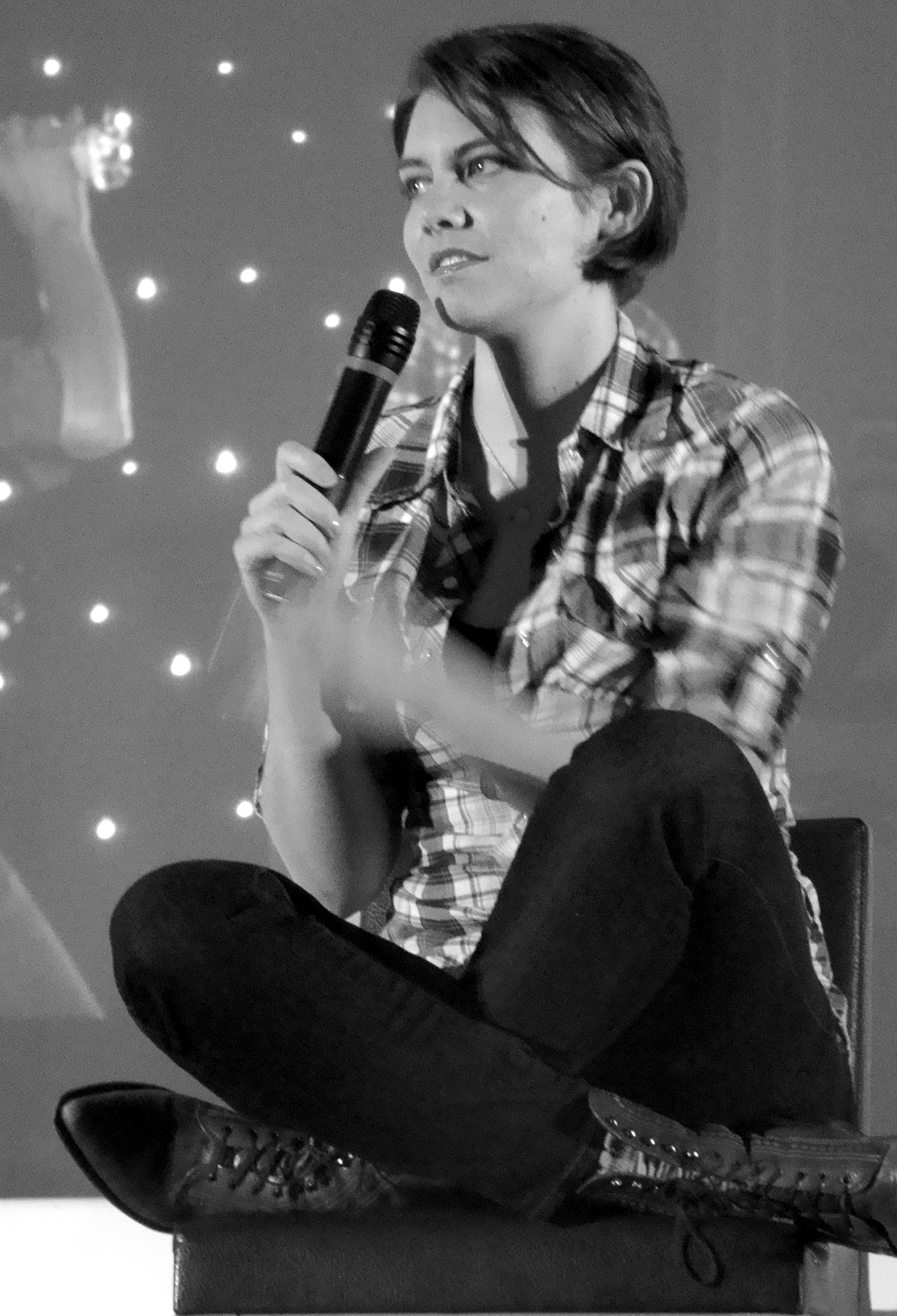
Lauren Cohan, como Maggie Greene

El triángulo amoroso incluyendo a Lori, Rick y Shane fue citado como un destacado en el episodio. Meslow sintió que las interacciones entre Lori y Rick tenían "tanta crudeza y honestidad como se esperaba." Kine criticó la emoción durante las interacciones entre Shane y Rick, y sumó que era "un intento estándar de The Walking Dead al tratar de convencernos que Grimes y Shane son amigos al mostrarnos su burla vieja." Ritkoff expresó que la conclusión del episodio fue una resolución racional y sesanta a la historia, "Ya sea los celos que él pueda tener, habría sido absurdo para Rick castigar a la mujer que más ama en el mundo por una infidelidad post-apocalíptica bajo estas circunstancias." Sepinwall elogió la reacción de Rick a las confesiones de Lori, y Goldman sintió que su interacción fue bien actuada y perfectamente guionada. Venable aprecia el segmento como "muy atractivo", y aplaudió la actuación de Lincoln. Escribió, "Andrew Lincoln pronunció estas líneas de entendimiento lamentable, como cualquiera pudiera haberlo hecho." Henry Hanks de CNN opinó: "Sí piensas que Rick y Shane han tenido peleas antes, no has visto nada todavía."
Los críticos aplaudieron la creciente relación entre Andrea y Shane, como también la enfrentación de Dale con Shane. A pesar de describirlos como un "emparejamiento poco probable", Meslow afirmó que fue superior a la historia entre Andrea y Dale. Meslow dijo que fue conveniente minimizar la cita entre Shane y Andrea, que él predijo que no llevaría a nada serio. Morgan Jeffrey de Digital Spy dijo que Shane continuaba siendo un personaje interesante; "Justo cuando comenzábamos a quererlo de nuevo, él asesina a Otis en sangre fría."
La relación progresiva entre Maggie Greene y Glenn fue bien recibida por los críticos. Nate Rowlings de Time afirmó que sus interacciones llevaba al patetismo más emocional. Rawlings opinó: "Ella está obligada a enfrentar, quizás por primera vez, que estas criaturas son monstruos babosos. Antes de su ataque, ella le gritó a Dale por llamarlos Caminantes; para ella son, mamá, su hermano, los vecinos. Después del ataque, su mente pudo haber sido cambiada."

#### Controversia del aborto
"Secrets" atrajo las críticas de los comentaristas políticos por inducir al error sobre las pastillas de emergencia. Shawn Rhea de Planned Parenthood citó que las pastillas del día después no producen el aborto, como implica el episodio. Erin Gloria Ryan de Jezebel escribió: "Lori podría haber estado mejor en enviar a los hombres a saquear una tienda que venda hierbas y elaborar algo de té de poleo o subir a un árbol y saltar con la esperanza que el impacto terminara con el embarazo. Estas cosas son peligrosas y quizás no funcionen, pero son tan efectivas como OD o levonorgestrel." Ryan prescribió que las píldoras de aborto son administradas por profesionales y no están disponibles en las farmacias. Danielle Aronson de ACLU agregó que la eficacia de terminar un embarazo con la anticoncepción de emergencia sería equivalente a "cortar un dedo de un zombie para matarlo."" Del mismo modo, Amanda Marcotte de Slate opinó: "El problema con la historia, fuera del miedo tedioso, es simple: Las pastillas del día después no son un aborto." Marcotte dijo que tales pastillas, comúnmente RU-486, eran sólo proporcionadas por personal médico. "Las pastillas del día después son anticoncepción, y funcionan al sofocar la ovulación antes que cualquier esperma pueda hacer su camino hacia las trompas de Falopio."
Esto llevó a que Glen Mazzara respondiera tales críticas. En su entrevista con The Daily Beast, dijo: "Los productores y escritores de The Walking Dead son conscientes que las pastillas del día después puede no producir un aborto o aborto involuntario, hemos ejercido nuestra libertad artística para explorar una historia con uno de nuestros personajes, no para hacer ninguna declaración pro-vida o pro-elección política. Sinceramente esperamos que las personas no den vuelta al mundo ficticio de The Walking Dead por información médica precisa."